# Šentjur pri Celju
Šentjur pri Celju (en alemán Sankt Georgen bei Cilli; también denominada simplemente Šentjur) es una localidad eslovena, capital del municipio de Šentjur. Se ubica cerca de las ciudades de Celje y de Slovenske Konjice. Su nombre significa de "San Jorge cerca de Celje", debido al legendario guerrero que luchó contra el dragón, San Jorge. En el escudo de la villa aparece un dragón y un caballero.
En 2002 la localidad tenía una población de 4723 habitantes.
Es una villa enclavada en las colinas del norte del valle del río Voglajna, uno de los tres ríos de la ciudad de Celje. Poblada desde la época romana, se subdivide en dos núcleos: el más antiguo alrededor de Zgornji trg (lit. mercado del norte), al norte, y el otro en Spodnji trg, llamado un tiempo Dolenja Vas. El primero ha mantenido la estructura urbana medieval. El centro conserva la bonita iglesia de San Jorge, que data del 1708 - 1721.

## Personas destacadas
- Anton Martin Slomšek (1800-1862), obispo y poeta